# Enterprise Holdings
Enterprise Holdings, Inc. är ett amerikanskt holdingbolag inom branschen för biluthyrning och äger dotterbolagen Alamo Rent a Car, Enterprise Rent-A-Car och National Car Rental. Dotterbolagen verkar i fler än 90 länder och territorier världen över och hyr ut uppemot 1,9 miljoner fordon till fler än 70 miljoner kunder.
Den amerikanska ekonomitidskriften Forbes rankade Enterprise Holdings till det 15:e största privata företaget i USA efter omsättning för år 2016.